# Enrico di Borgogna
Personnages
- Enrico di Borgogna (contralto)
- Elena (soprano)
- Pietro (ténor)
- Guido (basse)
- Brunone (basse)
- Gilberto (basse)
- Geltrude (mezzo-soprano)
- Nicola (basse)

Airs
- « Care aurette » (Enrico) – Acte I
- « Mentre mi brilli intorno » (Enrico) – Acte II

Enrico di Borgogna (Henri de Bourgogne) est un opéra semiseria en deux actes, musique de Gaetano Donizetti, sur un livret de Bartolomeo Merelli, représenté pour la première fois au Teatro San Luca de Venise le 14 novembre 1818. Il s'agit du premier opéra du compositeur à avoir été représenté.

## Histoire
Donizetti avait terminé ses études musicales et se retrouvait sans activité régulière dans sa ville natale de Bergame lorsqu'il reçut de l'imprésario Paolo Zancla la commande d'un opéra destiné à être représenté en septembre 1818 au Teatro San Luca de Venise. Le contrat entre le compositeur et l'imprésario est perdu, mais il a dû être conclu vers le mois de mai 1818. Le contrat entre l'imprésario et le librettiste, Bartolomeo Merelli, a été retrouvé ; il est daté du 16 mai 1818 et mentionne l'écriture d'un livret pour Donizetti sur la base d'une pièce d'August von Kotzebue.
La première représentation fut repoussée en raison de travaux de redécoration du théâtre. Au mois d'octobre, Donizetti rejoignit à Vérone la compagnie de Zancla, muni de la partition d’Enrico di Borgogna, pour commencer les répétitions. Il découvrit que l'imprésario avait remplacé la mezzo-soprano Costanza Petralia, pour qui il avait écrit le rôle d'Elisa, par une soprano débutante qui n'avait encore jamais chanté sur scène, Adelaide Catalani.
La première eut lieu à Venise le 14 novembre 1818. La prima donna s'évanouit de trac à l'acte I, ne put chanter une partie de l'acte II, et dut être remplacée pour le finale, ce qui n'empêcha pas le public d'apprécier la partition et d'applaudir le compositeur sur scène à la fin de l'opéra. Les deux autres représentations, les 15 et 16 novembre, furent semble-t-il moins catastrophiques, la signora Catalani étant parvenue à maîtriser son trac.
On a dit qu’Enrico di Borgogna avait été repris à Bergame au Teatro della Società durant le carnaval 1818-1819, mais William Ashbrook juge cela peu probable car une première représentation d'une œuvre d'un compositeur local aurait certainement laissé quelque trace dans les gazettes ; s'il y eut une reprise, elle eut plus probablement lieu à Mantoue, où se trouvait alors la compagnie de Zancla, dont les chanteurs connaissaient l'œuvre et qui possédait les parties d'orchestre.

## Distribution
| Rôle               | Type de voix  | Interprètes lors de la première le 14 novembre 1818 |
| ------------------ | ------------- | --------------------------------------------------- |
| Enrico di Borgogna | contralto     | Fanny Eckerlin (en)                                 |
| Elisa              | soprano       | Adelaide Catalani                                   |
| Pietro             | ténor         | Giuseppe Fosconi                                    |
| Guido              | basse         | Giuseppe Spech                                      |
| Brunone            | baryton       | Giuseppe Fioravanti                                 |
| Gilberto           | basse         | Andrea Verni                                        |
| Geltrude           | mezzo-soprano | Adelaide Cassago                                    |
| Nicola (ou Bruno)  | basse         | Pietro Verducci                                     |

## Argument
Deux fils, l'un pauvre et vertueux, Enrico, et l'autre puissant et méchant, Guido, poursuivent la querelle qui a opposé leurs pères. En exil, Enrico apprend que le meurtrier de son père est mort et que le fils de l'usurpateur, Guido, a hérité de la couronne ducale de Bourgogne. Enrico entreprend de reconquérir ses droits et d'épouser sa bienaimée Elisa, que Guido projette également d'épouser. Enrico arrive à temps pour empêcher ce mariage. Il dirige un assaut victorieux contre le château et épouse Elisa.

## Analyse
Enrico di Borgogna n'est qualifié de semiseria que parce qu'il contient un rôle buffo, celui de Gilberto, d'ailleurs secondaire. Il s'agit en réalité d'un opera eroica fidèle aux conventions du genre puisque le rôle-titre est confié à un musico, c'est-à-dire un contralto chantant en travesti, le ténor recevant le rôle du père (adoptif en l'occurrence).
La cabalette d'entrée d'Enrico (Care aurette) contient déjà en substance la mélodie de l'air Al dolce guidami d’Anna Bolena. La partition comprend quelques ensembles déjà donizettiens comme le trio à la fin de la première scène, qu'Ashbrook estime le meilleur, le final de l'acte II lorsqu'Enrico interrompt la procession de mariage de Guido et Elena, avec un bref larghetto et un allegro plus long, et le sextuor de l'acte II, dont Ashbrook juge le largo « efficace » et la stretta, « banale ».
Selon William Ashbrook, l'opéra souffre d'un « livret qui oscille entre le boursouflé et le ridicule ». La musique est plus développée que dans Il Pigmalione mais demeure conventionnelle et l'influence de Rossini est sensible notamment dans le rondo d'Enrico Mentre mi brilli intorno avec ses gruppetti symétriques de 16 notes conjointes. « Les mélodies vocales sont généralement fluides mais rarement distinguées, avec de fréquents passages coloratura (pour toutes les voix) qui sont destinées à produire des effets vocaux plutôt qu'à éclairer les caractères [...] La partition d’Enrico révèle un mélange de talent et d'inexpérience, mais l'intrigue est sans intérêt. »

## Discographie
- Della Jones (mezzo-soprano), récitatif et cavatine d'Enrico (Acte I) : Elisa ! Elisa ! Oh! me infelice... Care aurette che spiegate, in : Cent ans d'opéra italien,  Opera Rara (ORCH103) et The Young Donizetti, Opera Rara (ORR229).

### Sources
- (en) William Ashbrook, Donizetti and his operas, Cambridge University Press, 1982  (ISBN 0-521-27663-2)
- (fr) Piotr Kaminski, Mille et un opéras, Paris, Fayard, coll. Les Indispensables de la musique, 2003  (ISBN 978-2-213-60017-8)